# Primitivismus

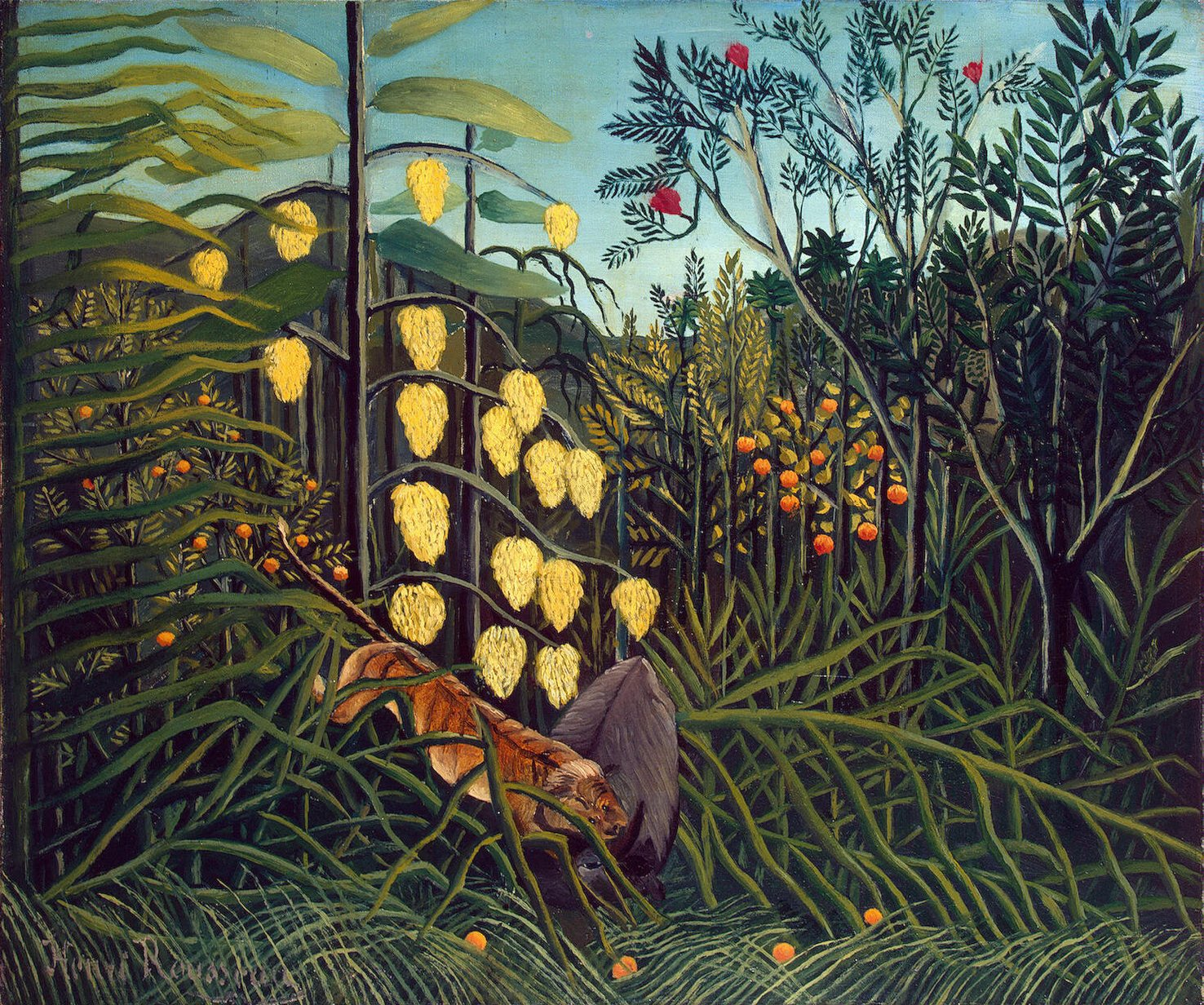
Henri Rousseau, Souboj tygra a buvola v tropickém lese, 1908-1909, Ermitáž, Petrohrad

Primitivismus je hnutí v umění a literatuře formující se na konci 19. a začátku 20. století, které využívá pojmu původně označující (z latiny) něco prvotního, vůči estetice 19. století prostého, naivního a podobně, rodící se se zvýšeným zájmem o lidovou kulturu. Zastánci tohoto hnutí se snaží o zjednodušení techniky vyjádření, o návrat ke kořenům. Například malíři zavrhují technologické vymoženosti vytvářené po staletí a vrací se k středověkým primitivům, tj. italským, či vlámským umělcům 13.–15. století, nicméně inspiraci hledají též v umění tzv. přírodních národů a posléze i v dětském výtvarném projevu. Primitivismus také označuje dílo malířů bez formálního vzdělání, tedy naivní umění.